# 페르시 타우
페르시 무지 타우(Percy Muzi Tau, 1994년 5월 13일 ~ )는 남아프리카 공화국의 축구 선수로, 현재 V리그 1의 클럽인 텝싸인 남딘에서 뛰고 있다. 포지션은 공격수, 윙어이다.